# Sara Groves
Sara Groves, geboren als Sara Lee Colbaugh (10 september 1972), is een Amerikaanse zangeres, producent en schrijver. Groves behaalde haar Bachelor of Science graad in geschiedenis en Engels in 1994 aan de Evangel University, een particuliere christelijke universiteit in Springfield (Missouri). Groves heeft vier jaar lesgegeven aan de middelbare school in Rosemount (Minnesota), voordat ze in 1998 haar eerste album Past the Wishing opnam. Sindsdien heeft ze negen extra albums uitgebracht en is ze op verschillende andere albums verschenen. Groves is genomineerd voor drie Dove Awards, waaronder «New Artist of the Year» in 2002 en «Special Event Album of the Year 2003» van de Gospel Music Association. Ze werd uitgeroepen tot een van de beste christelijke muziekartiesten van 2005 en het album Add to the Beauty werd door CCM Magazine uitgeroepen tot «Album of the Year» voor 2005.

## Biografie
Groves begon met het schrijven van liedjes op 4-jarige leeftijd. Ze beschrijft haar jeugd als eenzaam en ze schreef over diepe kwesties toen ze nog op de middelbare school zat. Uiteindelijk volgde ze een cursus songwriting, ingegeven door haar man, en begon ze de kunst serieus te nemen.
In 2001 verscheen ze op het album What a Mom met het nummer Generations en ook op het album New Music from Our Heart To Yours, beide albums van Word Entertainment. In 2002 trad ze op met Randy Stonehill op het nummer Take Me Back, uitgevoerd met Joel Hanson op het titelnummer voor het album Traveling Light: Songs From the 23rd Psalm en trad ze met het nummer Child of Love op voor het album City on a Hill: It's Christmas Time. In 2003 verscheen ze op het album City on a Hill: The Gathering met het nummer Come Be Who You Are en het volgende jaar op het vervolgalbum City on a Hill: The Collection met het nummer Jesus Went to the Garden.
Groves werd in 2004 door de Alumni Board van de Evangelische Universiteit erkend voor haar belangrijke prestaties in de jaren na haar afstuderen.
In september 2005 hebben Groves, haar man Troy, haar schoonvader, een buurman en een arts uit Minneapolis ER een toerbus en aanhanger met babyspullen geleverd aan de slachtoffers van de orkaan Katrina in Slidell, Louisiana.
In augustus 2006 bracht Groves de film Nomad Film: Sara Groves - Just Showed Up for My Own Life uit, de eerste aflevering van de filmserie Nomad: The Show With No Home, geproduceerd door Fearless Films Inc. De video presenteert een verzameling van video's over Sara's muzikale carrière, een aantal van haar inspiraties in het leven en haar liefdadigheidsbetrokkenheid. Met name, was ze diep ontroerd na het lezen van We Wish to Inform You That Tomorrow We Will Be Killed With Our Families van Philip Gourevitch, dus ze boekte een reis naar Rwanda, Afrika, met predikant Rick Warren en een christelijke groep uit Saddleback Church om te leren over de uitdagingen van verzoening en economische ontwikkeling, 11 jaar na de massale Rwandese genocide. Ze nam ook deel aan de hulpactie van Katrina in 2005 en gaf aan hoe het werk van Gary Haugen haar diepgaand heeft beïnvloed. Bonusnummers waren onder andere Grove's uitvoering van Add To The Beauty uit de Jars of Clay Tour van 2006, Nomad-vignetten voor kleine groepen, etc.
Op 30 oktober 2007 werd de eerste single When the Saints van het aankomende album Tell Me What You Know als gratis download beschikbaar gesteld in de iTunes Store van Apple. INO Records bracht op 6 november 2007 het album Tell Me What You Know uit. Tell Me What You Know hield de nummer 1 verkoopspot voor christelijke muziek op iTunes voor een week en plaatste zich op #2 voor iTunes album van het jaar. Groves produceerde het eerste album Beautiful Story van haar vader Dwight Colbaugh. Groves eindigde in 2007 in de bezetting met Andrew Peterson op zijn Behold the Lamb of God Tour in november en december 2007.
In 2008 toerde Groves het hele jaar door om haar nieuwe album Tell Me What You Know te promoten en ten voordele van verschillende christelijke departimenten. Groves en haar man werkten samen met Charlie Peacock, Derek Webb, Sandra McCracken en Brandon Heath in september en oktober 2008 voor de Art*Music*Justice Tour, ten behoeve van de hulporganisaties International Justice Mission en Food For the Hungry. Groves bracht in oktober 2008 haar eerste kerstalbum O Holy Night uit. Het album bevat zowel kerststandards als nieuw geschreven materiaal. Groves stond in december 2008 in de bezetting van de Love Came Down Tour: Een kerstwedstrijd met Jars of Clay, Sixpence None the Richer en Leeland. Ze eindigde in 2008 met een gratis concert in het United States Medical Center for Federal Prisoners in Springfield (Missouri). De USMCFP is dezelfde gevangenis die Sara's grootouders Lloyd en Nita Colbaugh 39 jaar lang hebben bezocht en waar ze haar als baby meenamen met Kerstmis 1972.
Groves' negende album Fireflies & Songs werd uitgebracht op 17 november 2009. Op het nummer From This One Place zingt Groves over haar gevechten met angstaanvallen op het podium. Het album Fireflies and Songs werd door Christianity Today uitgeroepen tot «Album of the Year» als de "runaway" #1 keuze door een panel van tien muziekcritici, die kiezen voor Christianity Today's Top 12 Albums of 2009. Groves eindigde in 2009 met haar eerste solo kersttoer met nummers van haar Holiday publicatie O Holy Night uit 2008. Groves bracht Invisible Empires uit op 18 oktober 2011 en maakte een videoclip met Stephen Mason of Jars of Clay voor haar lied Eyes on the Prize van het album.
Groves en haar man lanceerden het Art House North, een plek voor alle artiesten om samen te komen en te genieten van optredens in 2012.

## Discografie
- 1998: Past the Wishing
- 2001: Conversations
- 2002: All Right Here
- 2004: The Other Side of Something
- 2005: Station Wagon: Songs for New Parents
- 2005: Add to the Beauty
- 2007: Tell Me What You Know
- 2008: O Holy Night
- 2009: Fireflies and Songs
- 2010: O Holy Night Tour - Live: The Prison Show
- 2011: Invisible Empires
- 2013: The Collection
- 2015: Floodplain
- 2017: Abide With Me
- 2019: Joy of Every Longing Heart

- Gemeinsame Normdatei: 135481643
- International Standard Name Identifier: 0000 0000 4906 4508
- Library of Congress Control Number: no2005014193
- MusicBrainz: 2f32fd81-76d6-4505-96f4-390f4597010a
- Virtual International Authority File: 41565938
- WorldCat: E39PBJhd9GkfcgcWfD7bpdk4bd